# هیدروفلوئوریک اسید
هیدروفلوئوریک اسید، یک اسید بسیار قوی و خورنده بوده و برای سلامتی انسان مضر است. این اسید در اثر ترکیب شدن عنصرهای فلوئور و هیدروژن ساخته می‌شود و از هیدروکلریک اسید بسیار ضعیف تر است. هیدروژن و فلوئور ترکیب می‌شوند و مایعی فرار و بی‌رنگ و بسیار سمّی به نام هیدروژن فلوراید را ایجاد می‌کند که با انحلال در آب اسیدی به نام هیدروفلوئوریک اسید (HF) ایجاد می‌کند. خورندگی زیاد هیدروژن فلوئورید یا محلول آن در آب یعنی هیدروفلوئوریک اسید به دلیل قدرت اسیدی آن نیست چون اکترونگاتیوی زیاد فلوئور و شعاع یونی کوچک آن باعث می‌شود که پروتون یا یون +H برای جدا شدن نیاز به پتانسیل بالایی داشته باشد و تفکیک آن بسیار جزئی باشد دلیل خورندگی این اسید یا هیدروژن فلوراید مایع پتانسیل و فعالیت شیمیایی بالای یون -F برای واکنش شیمیایی با ترکیبات آلی و معدنی و فلزات است که در صورت تماس با پوست بدن که حاوی ترکیبات آلی مانند فسفولیپیدهای موجود در دیوارهٔ سلولی است تمایل شدیدی برای ترکیب شدن با ترکیبات آلی بدن جانداران را دارد و همین دلیل سبب حملهٔ شیمیایی به سلول و مرگ سلول و ایجاد تورم در اثر شکسته شدن پیوندهای شیمیایی دیوارهٔ فسفولیپیدی سلول یا ترکیب با سلولز در دیوارهٔ سلول گیاهان می‌شود بنابراین تماس با پوست یا استنشاق گازهای HF ریه انسان را از بین می‌برد و مشکلات تنفسی شدید و مرگبار ایجاد می‌کند و در مقادیر زیاد باعث ادم ریوی و خفگی و مرگ می‌گردد. این اسید به قدری خورنده است که شیشه را در خود حل می‌کند و برای انجام آزمایش از بشرهایی از جنس پلاستیک خاص استفاده می‌کنند. این اسید در ظرف‌های مخصوصی از جنس پلی اتیلن نگهداری می‌شد. این اسید در واکنش می‌تواند نک‌های فلوئورید بسازد. گازهای حاصل از واکنش این اسید در صورتی که با چشم برخورد کند می‌تواند قرنیه چشم را از بین ببرد. برای کار با این اسید باید از لوازم ایمنی مناسب مانند دستکش‌های ضد اسیدی، ماسک و عینک‌های مخصوص استفاده کرد.

## قدرت اسیدی
هیدروفلوئوریک اسید از لحاظ انحلال در آب و یونیزاسیون، یک اسید ضعیف محسوب می‌شود و به صورت زیر حل می‌شود:
HF + H2O  H3O+ + F−
ثابت تعادل این انحلال بسیار کوچک می‌باشد. به همین دلیل اکثر هیدروژن فلوئوریدها به صورت مولکولی حل می‌شوند و چون بین یون الکترونگاتیو فلوئورید دارای قوی‌ترین پیوند هیدروژنی در بین سه عنصر واجد شرایط تشکیل پیوند هیدروژنی (N/O/F) است انحلال آن با تشکیل پیوند هیدروژنی قوی است بنابراین به هر نسبتی در آب قابل امتزاج و انحلال است. این اسید جزو هیدروهالیک اسیدها به‌شمار می‌رود و اسیدهای هیدروهالیک همگی به جز HF اسید قوی هستند و این قدرت اسیدی با افزایش شعاع یونی هالوژن رو به افزایش می‌گذارد بنابراین هیدرویدیک اسید قوی‌ترین هیدروهالیک اسید و یکی از قوی‌ترین اسیدهای بسیار قوی معدنی محسوب می‌شود تا جائیکه تمامی ترکیبات آلی حتی ترکیبات غیر قطبی درشت ملکول توسط این اسید پروتون دار می‌شوند. هیدروفلوئوریک اسید می‌تواند شیشه را در خود حل کند به همین دلیل از ظروف پلاستیکی جهت نگهداری از آن مورد استفاده قرار می‌گیرد.